# Szentháromság-szobor (Budai Várnegyed)

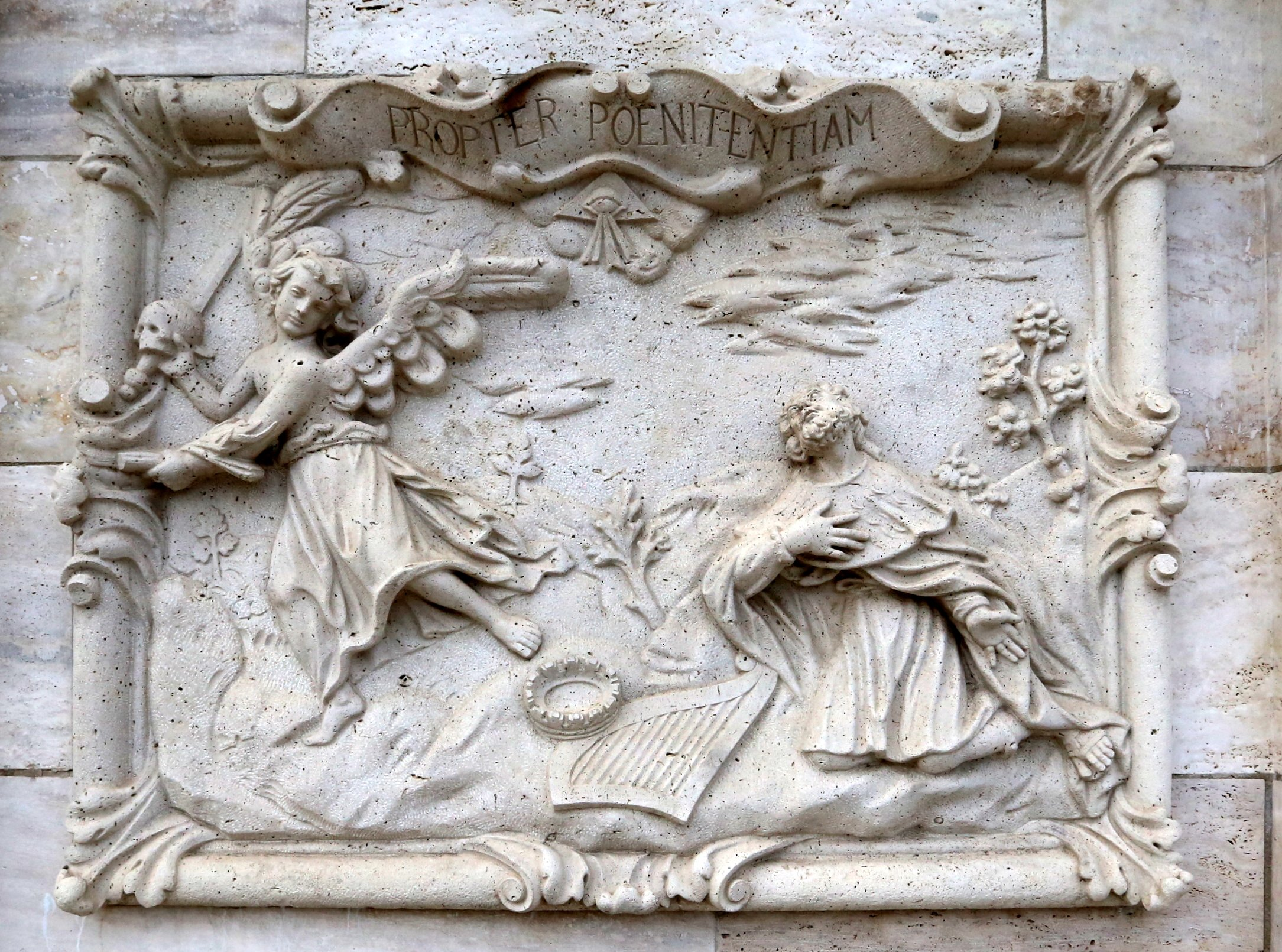
Propter poenitentiam - a bűnbánat miatt

A budavári Szentháromság-szobor Budapest I. kerületében  áll a Szentháromság téren, a Mátyás-templom előtt.
A Mátyás-templom előtt a 17. század végén, az 1686-os ostrom után alakítottak ki teret, addig szűk utca vezetett a kapujához. Az 1691-es pestisjárvány során a polgárok fogadalmat tettek, hogy ha a járvány elmúlik, Szentháromság-szobrot állítanak hálából. A járvány véget ért, és a szobrot 1706-ban fel is állították, azonban három évvel később, 1709-ben újabb járvány pusztított.  A lakosság ezúttal azt fogadta meg, hogy nagyobb, díszesebb szobrot állít az előző helyén, ha ezt a járványt is túlélik. Így történt, hogy 1712-ben a korábban állított szobrot a mai III. kerületi Zsigmond térre helyezték át, és helyébe 1713-ban a Ungleich Fülöp és Hörger Antal szobrászok által készített 14,4 m magas, barokk szobrot állítottak.  A műalkotás az 1945-ös ostromban súlyosan megrongálódott, ezért domborműveit és szobrait (a csúcsán álló Szentháromság-szoborcsoport kivételével) a Kiscelli Múzeumba szállították, helyükre pedig a ma is látható, Búza Barna által alkotott rekonstrukciókat állították.
A szobor talapzatán három dombormű sorakozik, Hörger Antal alkotásainak rekonstrukciói: Dávid könyörgése (ld. 1Krón 21, felirata: Propter poenitentiam - a bűnbánat miatt), A pestis (felirata: Quia Dominus dixit: sufficit - Mert az Úr szólott: elég), A fogadalmi emlék építése (Comuni studio exsurgit - Közös munkával emelkedik). A domborművek között három kartus látható, bennük Magyarország, illetve Buda címere. A harmadik kartusban elhelyezett osztrák császári címert elpusztították, helyén ma a szobor egyik felújítására emlékeztető szöveg áll. Az emlékmű törzse körül három csoportban hat angyal és kilenc szent szobra látható, Ungleich Fülöp eredeti alkotásainak rekonstrukciói: Szűz Mária, Szent Sebestyén, a járványokban védelmező szent és Szent Rókus, a pestises betegek (és a kőfaragó céh) védőszentje; Xavéri Szent Ferenc, akit a pestisjárvány idején választottak Buda védőszentjéül, Szent József, az ácsok céhének patrónusa és Hippói Szent Ágoston, mint a Szentháromság titkának magyarázója; Keresztelő Szent János, Nepomuki Szent János, a halászok céhének védőszentje és Szent Kristóf, az úton lévők patrónusa. Keresztelő Szent János ábrázolását az indokolhatta, hogy a pestisjárványok okozta félelem légköréhez köthető a törökök kiűzése után Budán maradt utolsó muszlimok megkeresztelkedése.
Az emlékoszlop csúcsán Ungleich eredeti Szentháromság-szoborcsoportja látható.
2005. október elején kezdték meg a szobor esedékes felújítását, melynek költségeit a fővárosi költségvetés fedezte. Ennek során a szobor építményének eredeti téglamagját is elbontották, és tömb-mészkövekből újjáépítették. A munkálatok 2007 augusztusában fejeződtek be.